# Moulin Fanchon de Candas
Le moulin Fanchon est un moulin à vent, située sur le territoire de la commune de Candas, dans le département de la Somme.

## Historique
Le moulin Fanchon a été construit en 1750, par Louis Gorjon de Verville, avant dernier seigneur de Candas. En 1809, il existait trois moulins à vent à Candas. Le moulin Fanchon est le seul subsistant. Ce moulin à grain a fonctionné jusqu'en 1922.
En décembre 1998, la commune de Candas devint propriétaire du moulin. L'Association pour la sauvegarde du patrimoine de Candas œuvra, à partir de 2001, pour restaurer la tour et son chemin de roulement au sommet. En 2006, les ailes et le toit furent rétablis.

## Caractéristiques
Le moulin Fanchon est situé sur la route qui mène de Candas à Longuevillette, ses trois étages se dressent à 15 mètres de hauteur. Le nom du moulin vient de la famille qui en fut propriétaire au XIXe siècle. 
La tour cylindrique est construite en brique et se rétrécit légèrement en allant vers le haut. Le grès est également utilisé pour l'encadrement de la porte et pour renforcer les fenêtres. La meule dormante pèse 1,8 tonne, la charpente et la couverture de bardeaux sont en châtaignier.
Le moulin Fanchon peut moudre aujourd'hui 1 500 kg de grain en une journée. Il est ouvert aux visiteurs.